# Selma Wels
Selma Wels (* 1979 in Pforzheim, geb. Bürhaniye) ist Autorin, Verlegerin und Kulturvermittlerin. 

## Leben
Selma Wels wurde als Kind türkischer Eltern in Pforzheim geboren. Am 1. Juni 2011 gründete sie zusammen mit ihrer Schwester Inci Bürhaniye den binooki Verlag, den sie bis 2020 leitete. Dort verlegt sie vor allem türkische Autoren und deren Übersetzungen ins Deutsche. Sie ist Co-Initiatorin und Kuratorin des Literaturfestivals „Festival für kulturelle Diversität“ in Frankfurt am Main. Seit dem 15. Oktober 2022 ist sie Senior-Referentin bei Ullstein.
2022 war sie Mitglied der Jury des Deutschen Buchpreises. 2022/23 beteiligte sie sich an der Veranstaltungsreihe "Riot Now!" in Berlin.

## Auszeichnungen
- KAIROS-Preis der Alfred Toepfer Stiftung[2]

## Werke
- Selma Wels (Hg.): anders bleiben. Briefe der Hoffnung in verhärteten Zeiten. Rowohlt, Hamburg 2023, ISBN 978-3-499-01080-4